# Georg Hertting
Georg Hertting (* 8. November 1925 in Prag; † 21. Juli 2014 in Wien) war ein österreichischer Arzt und Pharmakologe und Mitentdecker der Wiederaufnahme von Neurotransmittern als eines Funktionsprinzips von Nervenzellen. Von 1973 bis 1994 hatte er den Lehrstuhl für Pharmakologie und Toxikologie der Albert-Ludwigs-Universität Freiburg inne.

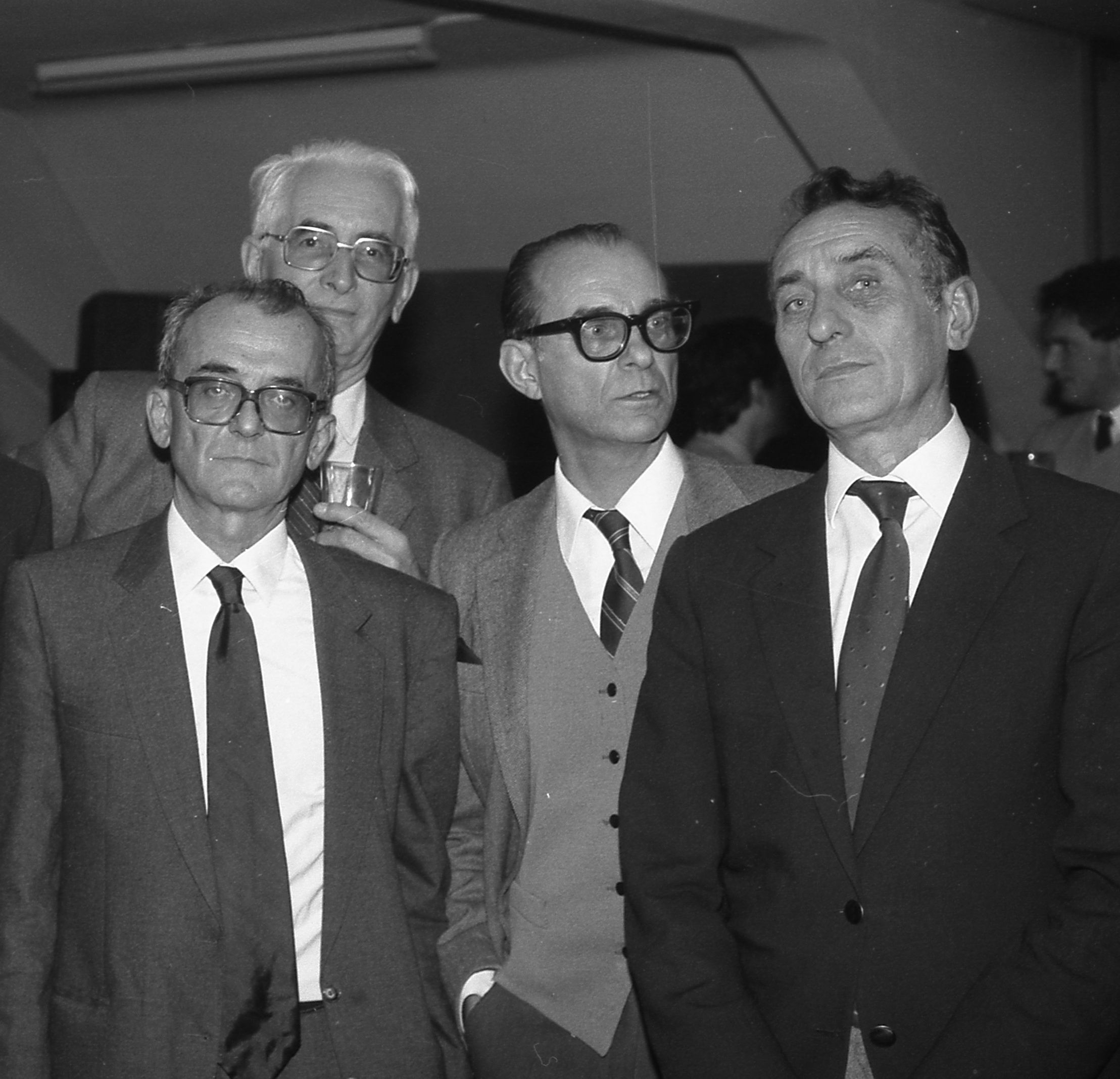
Von links Georg Hertting, Hans Klupp, Oleh Hornykiewicz und Walter Kobinger 1985

## Leben
Der Vater, gleichen Namens, leitete die Niederlassungen des schwedischen Unternehmens Sandvik in Prag und später Wien. Die Mutter war Hermine Hertting geb. Kneschk. Dem Abitur des Sohnes 1943 in Prag folgten Militärdienst und sowjetische Kriegsgefangenschaft. Nach dem Zweiten Weltkrieg siedelte die Familie nach Wien über. Dort begann Hertting 1947 das Medizinstudium, und dort wurde er 1952 zum Dr. med. promoviert. Ab 1953 arbeitete er neben Hans Klupp (* 1919), späterem Pharmakologen bei Böhringer Ingelheim, Oleh Hornykiewicz (1926–2020), dem Entdecker des Dopamin-Mangels bei der Parkinson-Krankheit, und Walter Kobinger (* 1927), einem der Erstbeschreiber des Clonidins, am Wiener Pharmakologischen Institut, damals geleitet von Franz Theodor von Brücke.
Die Jahre 1959 bis 1961 verbrachte er am National Institute of Mental Health in Bethesda (Maryland) bei Julius Axelrod. Zurück in Wien, habilitierte er sich 1965. Etwa gleichzeitig, zwischen 1964 und 1966, habilitierten sich seine oben genannten Mitassistenten. Nach von Brückes Tod leitete er das Wiener Institut von 1970 bis 1972 kommissarisch. 1973 wechselte er als Lehrstuhlinhaber an das Pharmakologische Institut der Universität Freiburg. Einen Ruf nach Innsbruck 1977 lehnte er ab. Nach seiner Emeritierung 1994 kehrte er aus Freiburg, wo er zuletzt in der Burgunder Straße wohnte, nach Wien zurück. Sein Nachfolger in Freiburg wurde Klaus Aktories.

## Forschung
Die Gruppe von Julius Axelrod, darunter Hertting, löste 1961 das Rätsel, wie manche Neurotransmitter, einmal durch Nervenaktivität aus präsynaptischen Axonendigungen freigesetzt, wieder aus dem Extrazellularraum beseitigt werden: nämlich durch Wiederaufnahme in die Axonendigungen mittels Membrantransport. Die Lösung des Rätsels gelang mit Hilfe radioaktiv markierter Transmitter. Der erste war das 3H-Noradrenalin, und die Nervenzellen waren die des postganglionären Sympathikus. 3H-Noradrenalin trat nicht nur nach Kontakt mit dem Gewebe in die sympathischen Nervenzellen ein, sondern konnte auch anschließend durch erneute Nervenreizung erneut freigesetzt werden. Die Wiederaufnahme ließ sich durch einige wichtige Arzneistoffe hemmen, so durch Kokain und viele Antidepressiva, deren Wirkmechanismus damit (teilweise) klar wurde. Julius Axelrod erhielt für diese Forschung 1970 gemeinsam mit Bernard Katz und Ulf von Euler den Nobelpreis für Physiologie oder Medizin. Herttings Beteiligung war bedeutsam. Die Medizinische Fakultät Freiburg schrieb 1972: „In zwei Jahren erfolgten beinahe 20 Publikationen, die den Namen ‚Hertting‘ tragen – 13 Arbeiten mit seinem Namen an erster Stelle.“ Axelrod selbst schrieb 2003 (aus dem Englischen): „Das experimentum crucis für den Nachweis der Aufnahme von Noradrenalin in sympathische Nervenzellen wurde von Georg Hertting vorgeschlagen, einem österreichischen Gastwissenschaftler in meinem Labor.“ In Wien klärte Hertting in einer kleinen, aber einflussreichen Untersuchung den Einfluss der Durchblutung auf die Noradrenalin-Bewegungen in Synapsen. Seine Habilitationsschrift zeigte, dass der Körper das Isoprenalin, einen Prototyp von Bronchospasmolytika, trotz chemischer Verwandtschaft mit dem Noradrenalin anders behandelt.
In Freiburg wandte er sich weiteren Themen zu. Er erkannte mit seinen Mitarbeitern, besonders Dieter Meyer (* 1944), dass an der Empfindung von Durst das Renin-Angiotensin-Aldosteron-System beteiligt ist.
Mit Bernhard Peskar (* 1941) untersuchte er die Rolle von Prostaglandinen im Gehirn. Bei epileptischen Krämpfen stieg ihre Konzentration an. Sie selbst dämpften Krämpfe, während Unterdrückung ihrer Biosynthese Krämpfe förderte. Damit waren sie als körpereigene antiepileptische Faktoren identifiziert.
Hatte Herttings Forschung in Bethesda und Wien einem Ereignis am Ende der synaptischen Informationsübertragung gegolten, der Inaktivierung des Transmitters, so beschäftigte er sich seit Ende der 1960er Jahre in Freiburg zunehmend mit einem Ereignis am Anfang der Informationsübertragung, nämlich der Modulation der Transmitterfreisetzung durch präsynaptische Rezeptoren, und hier besonders mit den Mechanismen der präsynaptischen Modulation. Mitarbeiter waren Rolf Jackisch (* 1942), Thomas Feuerstein (* 1951) und Clemens Allgaier (* 1956). Die Gruppe fand, dass viele hemmende präsynaptische Rezeptoren an heteromere G-Proteine der Gi/o-Familie koppeln und dann entweder den Eintritt von Calcium-Ionen durch präsynaptische Calciumkanäle oder einen nachfolgenden Schritt der Exocytose bremsen.
Weitere Freiburger Schüler Herttings waren Willhart Knepel (* 1951), Ulrich Förstermann (* 1955) und Peter Gebicke-Härter (* 1947). Bernhard Peskar übernahm 1981 den Pharmakologie-Lehrstuhl der Ruhr-Universität Bochum und 1994 den Lehrstuhl in Graz. Ulrich Förstermann übernahm 1993 den Pharmakologie-Lehrstuhl der Johannes Gutenberg-Universität Mainz.

## Ehrungen
Hertting war korrespondierendes Mitglied der Österreichischen Akademie der Wissenschaften und ab 2002 Ehrenmitglied der Österreichischen Pharmakologischen Gesellschaft.
Der Dekan der Freiburger Medizinischen Fakultät sagte anlässlich von Herttings Emeritierung: „Wenn man neu in eine Fakultät kommt, … dann fällt einem sofort dies oder jenes auf. Mir ist zum Beispiel sofort aufgefallen, daß es in der Freiburger Medizinischen Fakultät Persönlichkeiten gibt, die eine unabhängige Meinung nicht nur haben, sondern auch äußern. Sie, lieber Herr Kollege Hertting, sind ein Meister in dieser Kunst, und dafür sind wir Ihnen alle – fast alle – dankbar. Ihr Abschied aus dem Lehrkörper fällt uns deshalb schwer: Wir werden Sie und Ihren Humor – der manchmal heiter war, manchmal schwarz und bitterböse, aber immer klug – vermissen.“ Herttings Kollege Klaus Starke, Inhaber eines 1979 eingerichteten zweiten Pharmakologie-Lehrstuhls in Freiburg, schrieb zur selben Gelegenheit: „Im Zauberberg sagt Settembrini einmal, melancholisch in die Luft blickend: ‚Irgend jemand muß Geist haben.‘ Georg Hertting hat Geist.“